# Wild Wild West Gambling Hall & Hotel
Wild Wild West Gambling Hall & Hotel – hotel i kasyno w Paradise, w amerykańskim stanie Nevada. Stanowi własność korporacji Station Casinos.
Mimo że kompleks dysponuje bardzo dużym obszarem ziemi – 23 hektarami, sam hotel, liczący 260 pokoi, zajmuje niewielką powierzchnię.

## Historia
Obiekt działał początkowo jako King 8 Hotel, jednak gdy korporacja Starwood Hotels odsprzedała swoje udziały w hotelu Station Casinos w 1998 roku, jego nazwę zmieniono na Wild Wild West Gambling Hall & Hotel.
W 2005 roku Station Casinos zaczęła wykupować tereny otaczające Wild Wild West. Magazyn Forbes oszacował, że niemalże 45 hektarów ziemi kosztowało korporację 335 milionów dolarów. Obszar ten ma zostać wykorzystany do realizacji projektu pod roboczym tytułem Viva, na który składać się będzie budowa trzech kasyn, hotelu i wspólnoty mieszkaniowej; wartość przedsięwzięcia ma wynieść 10 miliardów dolarów.
9 grudnia 2009 roku Stations Casinos doszła do porozumienia z Days Inn, na mocy którego obiekt sygnowany jest obecnie marką Days Inn – Days Inn – Las Vegas at Wild Wild West Gambling Hall. Jako część zawartej umowy, wszystkie pokoje zostały zmodernizowane, aby zbliżyć je do standardów Days Inn.